# Sala stampa
La sala stampa è un luogo dove solitamente si incontrano giornalisti per partecipare ad una conferenza stampa. 

## Esempi
In Italia ogni organo ne ha una nelle proprie sedi (Palazzo Chigi, Quirinale, Montecitorio, Palazzo Madama). Anche il Vaticano ha una sala stampa guidata da Greg Burke che è succeduto a Padre Federico Lombardi.
La sala stampa del governo nel 2012 era guidata da Antonio Catricalà, Sottosegretario alla Presidenza del Consiglio e Segretario del Governo.

## Nel mondo del calcio
Anche nel mondo sportivo, soprattutto calcistico, la sala stampa riveste un ruolo importante: è il luogo dove gli allenatori commentano a fine partita la prestazione dei giocatori. I giorni precedenti alle partite, soprattutto a quelle di Champions League, la sala stampa dello stadio viene utilizzata per le conferenze stampa della vigilia della partita, mentre durante le gare di campionato vengono utilizzate le sale stampa all'interno delle sedi societarie. Secondo le norme UEFA sulla classificazione degli stadi lo stadio, per rientrare nella categoria 4 (fino al 2006 definita Elite), ossia la più alta, che consente di presentare domanda per ospitare una finale delle competizioni UEFA, la sala stampa dello stadio deve poter ospitare almeno 75 posti a sedere.